# SPAD S.XI
SPAD S.XI – francuski samolot myśliwski i rozpoznawczy z okresu I wojny światowej.

## Historia
Samolot SPAD S.XI został skonstruowany w czerwcu 1916 roku przez inż. Louisa Béchereau we francuskiej wytwórni lotniczej Société (anonyme) Pour L’Aviation et ses Dérivés (SPAD) jako dwumiejscowe rozwinięcie modelu SPAD S.VII. Prototyp oblatano we wrześniu 1916 roku. Miał więc większe wymiary – powiększyła się rozpiętość płatów, powierzchnia nośna i długość kadłuba. Oba płaty otrzymały skos 5°, zaś płat górny został wysunięty do przodu. Zmienione zostały kształty sterów kierunku i wysokości, zastosowano szerszy rozstaw kół podwozia. Do napędu zastosowano początkowo silnik widlasty Hispano-Suiza 8B o mocy 147 kW (200 KM), a uzbrojenie stanowił stały, zsynchronizowany karabin maszynowy Vickers 7,7 mm oraz ruchomy karabin maszynowy Lewis kal. 7,7 mm na obrotnicy.
Prototypowy egzemplarz został w listopadzie 1916 roku przekazany do prób lotnictwu wojskowemu, uzyskując oficjalne oznaczenie SPAD S.XIC2. Testy jednak wykazały niską przydatność maszyny jako myśliwca, w związku z czym wytwórnia podjęła się przeróbki samolotu na rozpoznawczy (pod oznaczeniem SPAD S.XIA2). Zainstalowano mocniejszy silnik Hispano-Suiza 8Be o mocy 162 kW (220 KM), a uzbrojenie powiększono o 1 karabin maszynowy Lewis na obrotnicy (obserwator miał więc podwójny km Lewisa). W kabinie obserwatora wygospodarowano miejsce na aparat fotograficzny do zdjęć pionowych lub skośnych, a dodatkowo samolot mógł zabrać do 70 kg bomb na zaczepach podskrzydłowych.
Na bazie tej maszyny opracowano również wersję myśliwską nocną pod oznaczeniem SPAD S.XICN2, którą wyposażono w reflektor do oświetlania celów w nocy, zamontowany na wspornikach przymocowanych do goleni podwozia, ale nie wzbudziła ona większego zainteresowania dowództwa lotnictwa.
Łącznie wyprodukowano ok. 200 samolotów SPAD S.XI (razem z podobną wersją oznaczoną SPAD S.XVI).

## Opis konstrukcji
Samolot SPAD S.XIA2 był dwumiejscowym samolotem rozpoznawczym, dwupłatem o konstrukcji drewnianej, z odkrytymi kabinami. Kadłub o konstrukcji kratownicowej, oprofilowany listwami nadającymi mu przekrój niemal owalny, pokrycie przodu kadłuba z blach aluminiowych, reszta sklejką i płótnem. Płaty o niewielkim skosie 5°, kryte płótnem, bez wzniosu, cienkie, dwudźwigarowe w formie płaskiej kratownicy wzmocnionej drutem stalowym, połączone słupkami stalowymi z okładziną drewnianą; płat górny lekko wysunięty do przodu. Lotki tylko na górnym płacie. Usterzenie o konstrukcji drewnianej, kryte płótnem. Podwozie klasyczne dwukołowe stałe, z płozą ogonową. Golenie podwozia z grubej sklejki, koła na półośkach, amortyzowane sznurem gumowym. Główny zbiornik paliwa znajdował się za fotelem pilota, opadowy miał miejsce w baldachimie. Napęd: silnik widlasty Hispano-Suiza 8Be o mocy 162 kW (220 KM), śmigło dwułopatowe, drewniane, lewoobrotowe. Uzbrojenie stanowił karabin maszynowy Vickers 7,7 mm pilota oraz 2 karabiny maszynowe Lewis kal. 7,7 mm obserwatora.

## Służba
Samoloty SPAD S.XIA2 używało podczas I wojny światowej początkowo lotnictwo francuskie – Aéronautique Militaire. Wyposażono w nie 14 eskadr, począwszy od sierpnia 1917 roku: SPA 2, SPA 8, SPA 55, SPA 59, SPA 62, SPA 212, SPA 255, SPA 256, SPA 257, SPA 259, SPA 261, SPA 265, SPA 268 i SPA 289 (łącznie ze SPADami S.XVI). Maszyny nie znalazły jednak większego uznania, przegrywając rywalizację z Breguetami XIV i Salmsonami 2A2. Były trudne w pilotażu, niesterowne, o słabym wznoszeniu, miały dużą prędkość lądowania i łatwo wpadały w korkociąg; kłopoty sprawiały też silniki Hispano-Suiza, które wpadały w silne wibracje i często ulegały zatarciu. Zostały one wycofane z jednostek bojowych w lipcu 1918 roku. Kilka maszyn trafiło do Rosji, a 35 sztuk zakupiły w 1918 roku Stany Zjednoczone na wyposażenie Amerykańskiego Korpusu Ekspedycyjnego (służyły w 1st i 99th Aero Squadron). W samoloty te wyposażone też zostały trzy eskadry belgijskie, w których to służyły do końca wojny.